# Drapeau du département d'Amazonas
Le drapeau du département d'Amazonas est le drapeau officiel du département colombien d'Amazonas, à l'extrême sud du pays. 

## Histoire
Il est officiellement adopté le 21 août 1974 via le décret commissarial N°090. 

## Description
Il est composé de trois bandes horizontales verte, jaune et blanche, comportant, dans la bande jaune, une étoile à cinq branches noires et dans la partie verte un archer à gauche et un jaguar bondissant de droite.
Ses proportions sont de 21 de large pour 13 de haut.